# Port lotniczy Shinyanga
Port lotniczy Shinyanga (ang. Shinyanga Airport, kod IATA: SHY, kod ICAO: HTSY) – port lotniczy zlokalizowany w tanzańskim mieście Shinyanga.